# 濱口龍介
濱口龍介（日语：／ Hamaguchi Ryūsuke */?，發音：[hamaꜜɡɯtɕi ɾʲɯꜜːsɯ̥ke] ⓘ；1978年12月16日—），日本電影導演、編劇。他擅長在日常中發掘戲劇性，以出色的劇本創作力技驚四座，在國際影壇備受矚目，是自黑澤明之後第二位在歐洲三大影展主競賽單元及奧斯卡金像獎均有作品獲獎的日本電影人。

## 生平
濱口龍介出生於神奈川縣，就讀東京大學文學部期間便參與校內的電影研究會，畢業後至劇組擔任助理導演，2006年至東京藝術大學映像研究科就讀。2015年，他執導的劇情長片《欢乐时光》長達5個多小時，獲選為第68屆盧卡諾影展競賽片，並獲得特別提及獎，電影中的四位素人女演員（田中幸惠、菊池葉月、三原麻衣子）也並列最佳女演員獎；電影隨後也被電影旬報選為年度佳片第3名。
2018年，他以長片作品《睡著也好醒來也罷》進入第71屆坎城影展正式競賽單元，該年濱口僅39歲，為首位1970年代出生且進入坎城影展該單元的日本導演。2020年，與恩師黑澤清合作編劇的《間諜之妻》榮獲第77屆威尼斯影展銀獅獎。
2021年是濱口在海外影壇獲得佳績的一年，年初他先以短片集《偶然與想像》於第71屆柏林影展獲得評審團大獎銀熊獎；緊接著又完成長片《Drive My Car》，改編自村上春树短篇故事集《没有女人的男人们》中的《Drive  Car》，讓他2度進入坎城影展正式競賽單元，並獲得最佳劇本獎以及會外獎項費比西國際影評人獎和天主教人道精神獎。2023年以《邪惡根本不存在》拿下第80屆威尼斯影展評審團大獎。

## 電影作品

### 劇情長片
- 2008年：《暗湧情事（法语：Passion (film, 2008)）》（PASSION）
- 2010年：《景深之中（法语：The Depths）》（THE DEPTHS）
- 2012年：《親密》（親密さ）
- 2015年：《歡樂時光》（ハッピーアワー）
- 2018年：《睡著也好醒來也罷》（寝ても覚めても）
- 2021年：
  - 《偶然與想像》（偶然と想像）（由三部短片組成的多段式電影）
  - 《Drive My Car》（ドライブ・マイ・カー）
- 2023年：
  - 《邪惡根本不存在》（悪は存在しない）
  - 《饋贈》（Gift）

### 紀錄長片
- 2012年：《說故事的人》（うたうひと）

### 短片[10]
- 2003年：《假装没事》（何食わぬ顔）
- 2006年：
  - 《游击》（遊撃）
  - 《记忆之香》（記憶の香り）
- 2009年：《永远爱着你》（永遠に君を愛す）
- 2013年：《触不到的肌肤》（不気味なものの肌に触れる）
- 2016年：《离天堂还很遥远》（天国はまだ遠い）

### 編劇
- 2020年：《间谍之妻》（スパイの妻）

## 荣誉

### 外国勋章奖章
- 艺术与文学骑士勋章（法国文化部，2023年3月28日于东京颁发[11]）

## 关联书籍
- 滨口龙介、野原位、高桥知由 《滨口龙介 : 那些欢乐时光》（左右社、2015） ISBN 4865281347
  - 台灣原點出版 《在鏡頭前表演》 ISBN 978-626-7338-72-8
  - 北京联合出版公司 出版预定 ISBN 978-7-5596-6503-4

## 外部連結
- 濱口龍介　プロスペクティヴ （页面存档备份，存于）
- 濱口龍介在互联网电影资料库（IMDb）上的資料（英文）
- 濱口龍介在豆瓣上的资料（简体中文）